# Louis Pierre Lorier
Louis Pierre Anne Lorier est un homme politique français né le 25 septembre 1756 à Saint-Mathurin-sur-Loire (Maine-et-Loire) et décédé le 28 octobre 1835 à Beaufort-en-Vallée.
Procureur de la commune de Beaufort en 1790, puis juge au tribunal de district, il devient juge suppléant à Angers en l'an IV et est élu député de Maine-et-Loire au Conseil des Cinq-Cents le 23 germinal an V. Il devient juge au tribunal d'appel d'Angers en 1800, puis devient procureur à Angers en 1816, et conseiller à la cour royale d'Angers en 1818.